# Milan Associazione Calcio 1977-1978
Questa voce raccoglie le informazioni riguardanti il Milan Associazione Calcio nelle competizioni ufficiali della stagione 1977-1978.

## Stagione
Il nuovo presidente della società è l'imprenditore Felice Colombo, che rileva le quote societarie da Vittorio Duina, mentre in panchina ritorna lo svedese Nils Liedholm, già giocatore rossonero dal 1949 al 1961 e allenatore del Milan dal 1963 al 1966. Tra gli acquisti di rilievo, ci sono Ruben Buriani e Roberto Antonelli.

Il neoacquisto Ruben Buriani, al Milan dal 1977 al 1982.

In campionato il Milan inizia con 10 risultati utili consecutivi (4 pareggi e 6 vittorie) che valgono il primo posto in classifica. La successiva serie di 3 sconfitte e 2 pareggi fa sì che i rossoneri chiudano il girone d'andata al 4º posto con 18 punti, alla pari di Inter e Perugia. Nel girone di ritorno i rossoneri subiscono solo 2 sconfitte contro Atalanta e Lazio, in entrambi i casi a San Siro, e chiudono così il campionato in quarta posizione con 37 punti, piazzamento che vale la qualificazione alla Coppa UEFA 1978-1979. Nel corso della torneo, il 23 aprile 1978 a Verona, fa il suo esordio nel Milan Franco Baresi, futura bandiera e capitano rossonero per due decenni.
In Coppa delle Coppe il Milan viene eliminato nei sedicesimi di finale dagli spagnoli del Betis Siviglia che vincono a Siviglia per 2-0 e perdono a Milano la gara di ritorno per 2-1.
La stagione si conclude con la Coppa Italia, competizione che i rossoneri, in qualità di detentori del trofeo, iniziano dal secondo turno, disputato tra maggio e giugno del 1978. Il Milan chiude il girone B, nel quale sono inseriti anche Taranto, Juventus e Napoli, primo a pari punti con i partenopei; il Napoli si qualifica per la finale grazie a una migliore differenza reti nei confronti dei rossoneri (+8 contro +6).

## Divise
La divisa è una maglia a strisce verticali della stessa dimensione, rosse e nere, con pantaloncini bianchi e calzettoni neri con risvolto rosso. La divisa di riserva è una maglia bianca con colletto e bordi delle maniche rossi e neri, pantaloncini bianchi e calzettoni bianchi con risvolto rosso e nero.
| Casa | Trasferta | Portiere |

## Organigramma societario
Area direttiva
- Presidente: Felice Colombo

Area tecnica
- Direttore sportivo: Alessandro Vitali
- Allenatore: Nils Liedholm
- Allenatore in seconda: Alvaro Gasparini
- Preparatore atletico: Aristide Facchini

Area sanitaria
- Medico sociale: Giovanni Battista Monti
- Massaggiatore: Carlo Tresoldi

## Rosa
| N. |                   | Ruolo | Calciatore                    |
| -- | ----------------- | ----- | ----------------------------- |
|    | Italia (bandiera) | P     | Enrico Albertosi              |
|    | Italia (bandiera) | P     | Antonio Rigamonti             |
|    | Italia (bandiera) | D     | Franco Baresi                 |
|    | Italia (bandiera) | D     | Aldo Bet                      |
|    | Italia (bandiera) | D     | Simone Boldini                |
|    | Italia (bandiera) | D     | Fulvio Collovati              |
|    | Italia (bandiera) | D     | Aldo Maldera                  |
|    | Italia (bandiera) | D     | Giuseppe Sabadini             |
|    | Italia (bandiera) | D     | Maurizio Turone               |
|    | Italia (bandiera) | C     | Giorgio Biasiolo              |
|    | Italia (bandiera) | C     | Alberto Bigon (vice capitano) |
|    | Italia (bandiera) | C     | Ruben Buriani                 |

| N. |                   | Ruolo | Calciatore               |
| -- | ----------------- | ----- | ------------------------ |
|    | Italia (bandiera) | C     | Fabio Capello            |
|    | Italia (bandiera) | C     | Gabriello Carotti        |
|    | Italia (bandiera) | C     | Giorgio Morini           |
|    | Italia (bandiera) | C     | Gianni Rivera (capitano) |
|    | Italia (bandiera) | A     | Roberto Antonelli        |
|    | Italia (bandiera) | A     | Giorgio Braglia          |
|    | Italia (bandiera) | A     | Egidio Calloni           |
|    | Italia (bandiera) | A     | Luciano Gaudino          |
|    | Italia (bandiera) | A     | Giovanni Sartori         |
|    | Italia (bandiera) | A     | Ugo Tosetto              |
|    | Italia (bandiera) | A     | Sergio Valentinuzzi      |

## Calciomercato

### Sessione estiva
| Acquisti | Acquisti          | Acquisti | Acquisti      |
| R.       | Nome              | da       | Modalità      |
| -------- | ----------------- | -------- | ------------- |
| D        | Franco Fasoli     | Monza    | fine prestito |
| C        | Ruben Buriani     | Monza    | definitivo    |
| A        | Roberto Antonelli | Monza    | definitivo    |
| A        | Luciano Gaudino   | Varese   | fine prestito |
| A        | Ugo Tosetto       | Monza    | definitivo    |

| Cessioni | Cessioni           | Cessioni          | Cessioni   |
| R.       | Nome               | a                 | Modalità   |
| -------- | ------------------ | ----------------- | ---------- |
| D        | Angelo Anquilletti | Monza             | definitivo |
| D        | Franco Fasoli      | Bari              | definitivo |
| C        | Duino Gorin        | Monza             | definitivo |
| C        | Giovanni Lorini    | Lanerossi Vicenza | definitivo |
| A        | Giovanni Sartori   | Bolzano           | prestito   |
| A        | Massimo Silva      | Monza             | definitivo |
| A        | Giorgio Tomba      | Pro Patria        | definitivo |
| A        | Francesco Vincenzi | Monza             | definitivo |

### Sessione autunnale
| Acquisti | Acquisti | Acquisti | Acquisti |
| R.       | Nome     | da       | Modalità |
| -------- | -------- | -------- | -------- |

| Cessioni | Cessioni         | Cessioni | Cessioni   |
| R.       | Nome             | a        | Modalità   |
| -------- | ---------------- | -------- | ---------- |
| C        | Giorgio Biasiolo | Lecce    | definitivo |
| A        | Giorgio Braglia  | Foggia   | definitivo |

### Trasferimenti successivi alla sessione autunnale
| Acquisti | Acquisti         | Acquisti | Acquisti      |
| R.       | Nome             | da       | Modalità      |
| -------- | ---------------- | -------- | ------------- |
| A        | Giovanni Sartori | Bolzano  | fine prestito |

| Cessioni | Cessioni | Cessioni | Cessioni |
| R.       | Nome     | a        | Modalità |
| -------- | -------- | -------- | -------- |

## Risultati

### Serie A

#### Girone di andata
| Arbitro: | Ciulli (Roma) |

|                |           |             |
| Rossinelli 53’ | Marcatori | 89’ Calloni |

| Arbitro: | Gonella (Torino) |

|                              |           |                         |
| Rivera 3’ (rig.) Capello 41’ | Marcatori | 12’, 64’ (rig.) Damiani |

| Arbitro: | Ciacci (Firenze) |

|            |           |             |
| Gentile 2’ | Marcatori | 48’ Maldera |

| Arbitro: | Benedetti (Roma) |

|                            |           |                  |
| Turone 2’ Maldera 45’, 50’ | Marcatori | 59’ (rig.) Rossi |

| Arbitro: | Bergamo (Livorno) |

|               |           |                       |
| Chinellato 4’ | Marcatori | 18’ Bigon 84’ Capello |

| Arbitro: | Reggiani (Bologna) |

|                        |           |  |
| Rivera 12’ Maldera 63’ | Marcatori |  |

| Arbitro: | Serafino (Roma) |

|              |           |                                   |
| Anastasi 77’ | Marcatori | 4’, 84’ Buriani 51’ (rig.) Rivera |

| Arbitro: | Menicucci (Firenze) |

|                   |           |  |
| Rivera 50’ (rig.) | Marcatori |  |

| Pescara 27 novembre 1977 9ª giornata | Pescara          | 0 – 2 referto | Milan | Stadio Adriatico (28 458 spett.)\| Arbitro: \| Gonella (Torino) \| |
| Arbitro:                             | Gonella (Torino) |               |       |                                                                    |

| Arbitro: | Agnolin (Bassano del Grappa) |

|                               |           |                              |
| Maldera 38’ Rivera 85’ (rig.) | Marcatori | 13’ Novellino 34’ Speggiorin |

| Arbitro: | Menegali (Roma) |

|            |           |  |
| Pulici 62’ | Marcatori |  |

| Arbitro: | Menicucci (Firenze) |

|              |           |            |
| Bertuzzo 40’ | Marcatori | 28’ Rivera |

| Arbitro: | Reggiani (Bologna) |

|            |           |              |
| Turone 87’ | Marcatori | 56’ Mascetti |

| Arbitro: | Gonella (Torino) |

|                            |           |  |
| Boccolini 61’ Giordano 82’ | Marcatori |  |

| Arbitro: | Serafino (Roma) |

|  |           |                    |
|  | Marcatori | 52’ (rig.) Savoldi |

#### Girone di ritorno
| Arbitro: | Agnolin (Bassano del Grappa) |

|                                                                        |           |             |
| Maldera 49’ Gaudino 54’ Antonelli 77’ (rig.) Collovati 88’ Capello 90’ | Marcatori | 70’ Casarsa |

| Arbitro: | Michelotti (Parma) |

|            |           |                   |
| Pruzzo 71’ | Marcatori | 16’ (aut.) Onofri |

| Milano 12 febbraio 1978 18ª giornata | Milan             | 0 – 0 referto | Juventus | Stadio San Siro (78 847 spett.)\| Arbitro: \| Bergamo (Livorno) \| |
| Arbitro:                             | Bergamo (Livorno) |               |          |                                                                    |

| Arbitro: | Gonella (Torino) |

|              |           |          |
| Guidetti 42’ | Marcatori | 9’ Bigon |

| Arbitro: | Prati (Parma) |

|                          |           |  |
| Di Bartolomei 65’ (aut.) | Marcatori |  |

| Arbitro: | Michelotti (Parma) |

|                   |           |                           |
| Turone 18’ (aut.) | Marcatori | 49’ Calloni 78’ Antonelli |

| Milano 12 marzo 1978 22ª giornata | Milan           | 0 – 0 referto | Inter | Stadio San Siro (78 608 spett.)\| Arbitro: \| Menegali (Roma) \| |
| Arbitro:                          | Menegali (Roma) |               |       |                                                                  |

| Bologna 19 marzo 1978 23ª giornata | Bologna                      | 0 – 0 referto | Milan | Stadio Comunale (43 628 spett.)\| Arbitro: \| Agnolin (Bassano del Grappa) \| |
| Arbitro:                           | Agnolin (Bassano del Grappa) |               |       |                                                                               |

| Arbitro: | Redini (Pisa) |

|                         |           |  |
| Gaudino 35’ Maldera 70’ | Marcatori |  |

| Arbitro: | Lattanzi (Roma) |

|  |           |             |
|  | Marcatori | 58’ Maldera |

| Arbitro: | Menicucci (Firenze) |

|          |           |                   |
| Bigon 9’ | Marcatori | 37’ (rig.) Pulici |

| Arbitro: | Ciacci (Firenze) |

|  |           |            |
|  | Marcatori | 83’ Tavola |

| Arbitro: | Panzino (Catanzaro) |

|                |           |                              |
| Bet 35’ (aut.) | Marcatori | 48’ Bigon 54’ (rig.) Buriani |

| Arbitro: | Michelotti (Parma) |

|  |           |             |
|  | Marcatori | 86’ Martini |

| Arbitro: | Menicucci (Firenze) |

|               |           |           |
| Vinazzani 85’ | Marcatori | 74’ Bigon |

### Coppa Italia

#### Secondo turno girone B
| Arbitro: | Lanese (Messina) |

|            |           |                  |
| Turini 39’ | Marcatori | 71’ Valentinuzzi |

| Arbitro: | Ciulli (Roma) |

|  |           |                                    |
|  | Marcatori | 56’ Calloni 72’ Rivera 76’ Sartori |

| Arbitro: | Ciulli (Roma) |

|             |           |             |
| Sartori 76’ | Marcatori | 27’ Savoldi |

| Arbitro: | Colasanti (Roma) |

|                 |           |  |
| Sartori 1’, 35’ | Marcatori |  |

| Arbitro: | Longhi (Roma) |

|             |           |  |
| Savoldi 77’ | Marcatori |  |

| Arbitro: | Reggiani (Bologna) |

|                                               |           |                           |
| Bigon 26’, 67’ Sartori 45’ Buriani 59’ (rig.) | Marcatori | 73’ Bozzi 80’ Schincaglia |

### Coppa delle Coppe

#### Sedicesimi di finale
| Arbitro: | Kitabdjian |

|                               |           |  |
| García Soriano 13’ Eulate 71’ | Marcatori |  |

| Arbitro: | Cebe |

|                         |           |           |
| Tosetto 35’ Capello 59’ | Marcatori | 62’ López |

## Statistiche

### Statistiche di squadra
| Competizione      | Punti | In casa | In casa | In casa | In casa | In casa | In casa | In trasferta | In trasferta | In trasferta | In trasferta | In trasferta | In trasferta | Totale | Totale | Totale | Totale | Totale | Totale | DR  |
| Competizione      | Punti | G       | V       | N       | P       | Gf      | Gs      | G            | V            | N            | P            | Gf           | Gs           | G      | V      | N      | P      | Gf     | Gs     | DR  |
| ----------------- | ----- | ------- | ------- | ------- | ------- | ------- | ------- | ------------ | ------------ | ------------ | ------------ | ------------ | ------------ | ------ | ------ | ------ | ------ | ------ | ------ | --- |
| Serie A           | 37    | 15      | 6       | 6       | 3       | 20      | 12      | 15           | 6            | 7            | 2            | 18           | 13           | 30     | 12     | 13     | 5      | 38     | 25     | +13 |
| Coppa Italia      | -     | 3       | 2       | 1       | 0       | 7       | 3       | 3            | 1            | 1            | 1            | 4            | 2            | 6      | 3      | 2      | 1      | 11     | 5      | +6  |
| Coppa delle Coppe | -     | 1       | 1       | 0       | 0       | 2       | 1       | 1            | 0            | 0            | 1            | 0            | 2            | 2      | 1      | 0      | 1      | 2      | 3      | -1  |
| Totale            | -     | 19      | 9       | 7       | 3       | 29      | 16      | 19           | 7            | 8            | 4            | 22           | 17           | 38     | 16     | 15     | 7      | 51     | 33     | +18 |

### Statistiche dei giocatori[21][22]
| Giocatore       | Serie A  | Serie A | Serie A     | Serie A    | Coppa Italia | Coppa Italia | Coppa Italia | Coppa Italia | Coppa delle Coppe | Coppa delle Coppe | Coppa delle Coppe | Coppa delle Coppe | Totale   | Totale | Totale      | Totale     |
| Giocatore       | Presenze | Reti    | Ammonizioni | Espulsioni | Presenze     | Reti         | Ammonizioni  | Espulsioni   | Presenze          | Reti              | Ammonizioni       | Espulsioni        | Presenze | Reti   | Ammonizioni | Espulsioni |
| --------------- | -------- | ------- | ----------- | ---------- | ------------ | ------------ | ------------ | ------------ | ----------------- | ----------------- | ----------------- | ----------------- | -------- | ------ | ----------- | ---------- |
| E. Albertosi    | 30       | -24     | ?           | ?          | 0            | -0           | 0            | 0            | 2                 | -3                | ?                 | ?                 | 32       | -27    | 0+          | 0+         |
| R. Antonelli    | 14       | 2       | ?           | ?          | 1            | 0            | ?            | ?            | 2                 | 0                 | ?                 | ?                 | 17       | 2      | ?           | ?          |
| F. Baresi       | 1        | 0       | ?           | ?          | 2            | 0            | ?            | ?            | 0                 | 0                 | 0                 | 0                 | 3        | 0      | 0+          | 0+         |
| A. Bet          | 25       | 0       | ?           | ?          | 6            | 0            | ?            | ?            | 1                 | 0                 | ?                 | ?                 | 32       | 0      | ?           | ?          |
| G. Biasiolo     | 0        | 0       | 0           | 0          | 0            | 0            | 0            | 0            | 1                 | 0                 | ?                 | ?                 | 1        | 0      | 0+          | 0+         |
| A. Bigon        | 23       | 5       | ?           | ?          | 6            | 2            | ?            | ?            | 1                 | 0                 | ?                 | ?                 | 30       | 7      | ?           | ?          |
| S. Boldini      | 6        | 0       | ?           | ?          | 6            | 0            | ?            | ?            | 1                 | 0                 | ?                 | ?                 | 13       | 0      | ?           | ?          |
| G. Braglia      | 0        | 0       | 0           | 0          | 0            | 0            | 0            | 0            | 0                 | 0                 | 0                 | 0                 | 0        | 0      | 0           | 0          |
| R. Buriani      | 26       | 3       | ?           | ?          | 5            | 1            | ?            | ?            | 2                 | 0                 | ?                 | ?                 | 33       | 4      | ?           | ?          |
| E. Calloni      | 21       | 2       | ?           | ?          | 2            | 1            | ?            | ?            | 2                 | 0                 | ?                 | ?                 | 25       | 3      | ?           | ?          |
| F. Capello      | 28       | 3       | ?           | ?          | 5            | 0            | ?            | ?            | 2                 | 1                 | ?                 | ?                 | 35       | 4      | ?           | ?          |
| G. Carotti      | 1        | 0       | ?           | ?          | 3            | 0            | ?            | ?            | 0                 | 0                 | 0                 | 0                 | 4        | 0      | 0+          | 0+         |
| F. Collovati    | 25       | 1       | ?           | ?          | 4            | 0            | ?            | ?            | 1                 | 0                 | ?                 | ?                 | 30       | 1      | ?           | ?          |
| L. Gaudino      | 10       | 2       | ?           | ?          | 3            | 0            | ?            | ?            | 0                 | 0                 | 0                 | 0                 | 13       | 2      | 0+          | 0+         |
| A. Maldera      | 28       | 8       | ?           | ?          | 0            | 0            | 0            | 0            | 2                 | 0                 | ?                 | ?                 | 30       | 8      | 0+          | 0+         |
| G. Morini       | 26       | 0       | ?           | ?          | 5            | 0            | ?            | ?            | 2                 | 0                 | ?                 | ?                 | 33       | 0      | ?           | ?          |
| A. Rigamonti    | 1        | -1      | ?           | ?          | 6            | -5           | ?            | ?            | 0                 | -0                | 0                 | 0                 | 7        | -6     | 0+          | 0+         |
| G. Rivera       | 30       | 6       | ?           | ?          | 5            | 1            | ?            | ?            | 1                 | 0                 | ?                 | ?                 | 36       | 7      | ?           | ?          |
| G. Sabadini     | 15       | 0       | ?           | ?          | 5            | 0            | ?            | ?            | 1                 | 0                 | ?                 | ?                 | 21       | 0      | ?           | ?          |
| G. Sartori      | 0        | 0       | 0           | 0          | 5            | 5            | ?            | ?            | 0                 | 0                 | 0                 | 0                 | 5        | 5      | 0+          | 0+         |
| U. Tosetto      | 22       | 0       | ?           | ?          | 3            | 0            | ?            | ?            | 2                 | 1                 | ?                 | ?                 | 27       | 1      | ?           | ?          |
| M. Turone       | 24       | 2       | ?           | ?          | 3            | 0            | ?            | ?            | 2                 | 0                 | ?                 | ?                 | 29       | 2      | ?           | ?          |
| S. Valentinuzzi | 0        | 0       | 0           | 0          | 1            | 1            | ?            | ?            | 0                 | 0                 | 0                 | 0                 | 1        | 1      | 0+          | 0+         |